# Castillo Pittamiglio (Las Flores)
El Castillo Pittamiglio es un edificio ubicado sobre la ruta 71, al norte del balneario Las Flores, en el departamento de Maldonado, Uruguay. Alberga un museo multimedia interactivo que cuenta la vida del arquitecto Humberto Pittamiglio, su vinculación con la alquimia, la simbología del castillo, etc. 

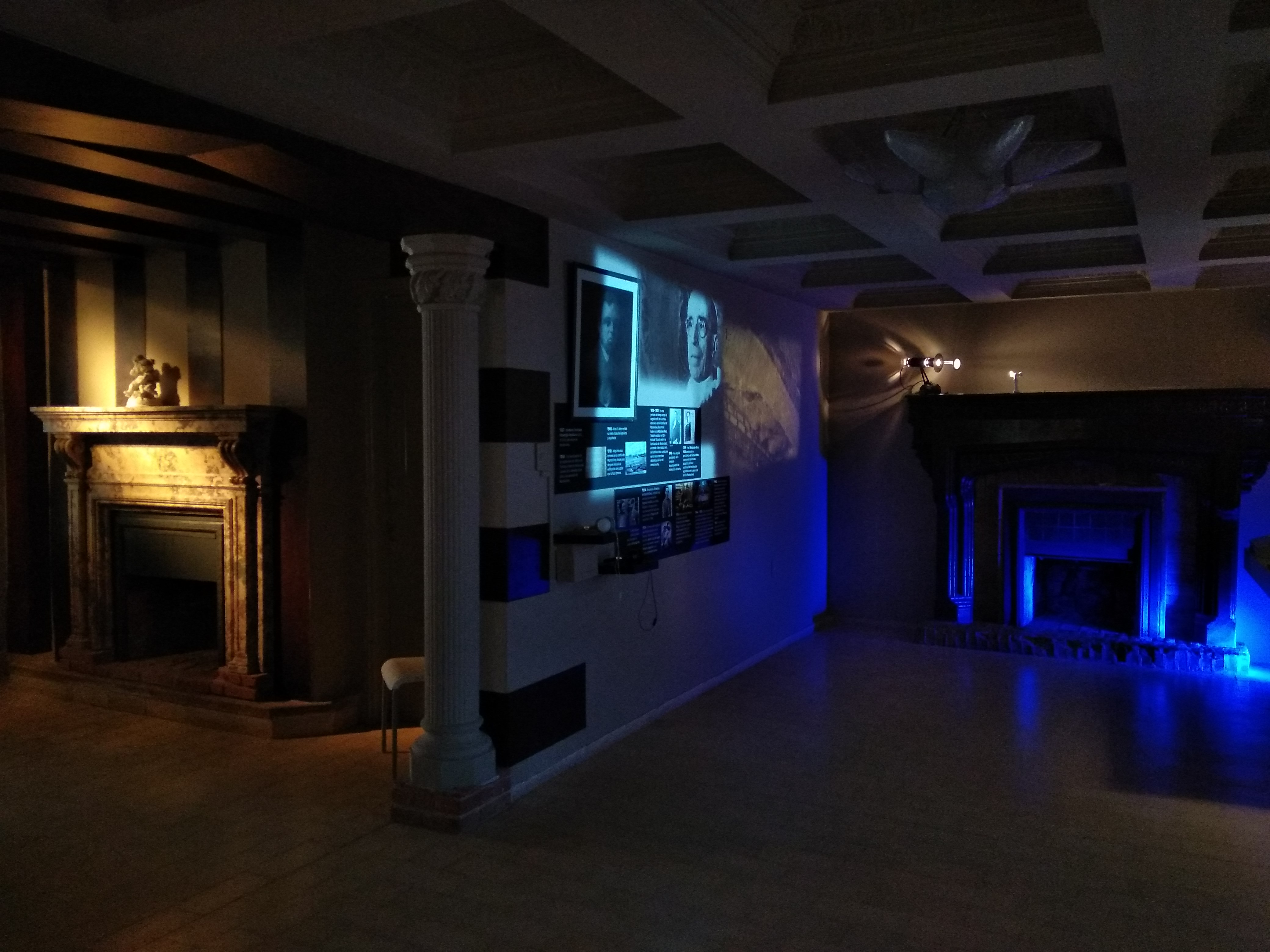
Museo Interactivo del Castillo Pittamiglio de Las Flores

## Historia
Fue construido en 1956 por el arquitecto y político Humberto Pittamiglio, quien construyó también el castillo ubicado en la rambla Wilson de Montevideo. El edificio era utilizado por Pittamiglio como su casa de retiro, y fue diseñado siguiendo las reglas de la alquimia, donde su fachada simula un gran castillo. En su interior se encuentra un gran jardín abierto en el cual abundan las figuras animales, así como diferentes símbolos esotéricos. En el fondo se destaca un Cristo redentor con los brazos abiertos en forma de cruz, lo que de acuerdo a los místicos representa el paraíso. El castillo está además rodeado de unas 80 hectáreas de bosques.
Tras la muerte de Humberto Pittamiglio en 1966, sus bienes pasaron a manos de instituciones filantrópicas y del Estado, en el caso del castillo de Las Flores, pasó a ser propiedad de la Intendencia de Maldonado, y actualmente es administrado por el municipio de Solís Grande.